# Inherit the Wind (1960)
Inherit the Wind is een Amerikaanse dramafilm uit 1960 onder regie van Stanley Kramer. Het scenario is gebaseerd op het gelijknamige toneelstuk uit 1955 van Jerome Lawrence en Robert E. Lee.

## Verhaal
De dorpsonderwijzer Bertram T. Cates wordt aangevallen door de fundamentalistische procureur Mathew Brady, omdat hij lesgeeft over de evolutietheorie van Charles Darwin. De bekende advocaat Henry Drummond neemt de verdediging van Cates op zich. Het „apenproces” veroorzaakt veel ophef in de Verenigde Staten.

## Rolverdeling
| Acteur          | Personage              |
| --------------- | ---------------------- |
| Spencer Tracy   | Henry Drummond         |
| Fredric March   | Matthew Harrison Brady |
| Gene Kelly      | E.K. Hornbeck          |
| Dick York       | Bertram T. Cates       |
| Donna Anderson  | Rachel Brown           |
| Harry Morgan    | Mel Coffey             |
| Claude Akins    | Jeremiah Brown         |
| Elliott Reid    | Tom Davenport          |
| Paul Hartman    | Mort Meeker            |
| Philip Coolidge | Jason Carter           |
| Jimmy Boyd      | Howard                 |
| Noah Beery jr.  | John Stebbins          |
| Norman Fell     | Radiotechnicus         |
| Gordon Polk     | George Sillers         |
| Hope Summers    | Mevrouw Krebs          |

## Prijzen en nominaties
| Jaar | Prijs                    | Categorie                         | Genomineerde(n)                  | Uitslag     |
| ---- | ------------------------ | --------------------------------- | -------------------------------- | ----------- |
| 1960 | Oscars                   | Beste mannelijke hoofdrol         | Spencer Tracy                    | Genomineerd |
| 1960 | Oscars                   | Beste aangepaste scenario         | Nedrick Young Harold Jacob Smith | Genomineerd |
| 1960 | Oscars                   | Beste camerawerk                  | Ernest Laszlo                    | Genomineerd |
| 1960 | Oscars                   | Beste montage                     | Frederic Knudtson                | Genomineerd |
| 1960 | BAFTA's                  | Beste film                        | Stanley Kramer                   | Genomineerd |
| 1960 | BAFTA's                  | Beste buitenlandse acteur         | Fredric March Spencer Tracy      | Genomineerd |
| 1960 | Filmfestival van Berlijn | Zilveren beer voor beste acteur   | Fredric March                    | Gewonnen    |
| 1960 | Filmfestival van Berlijn | Best geschikte film voor jongeren | Stanley Kramer                   | Gewonnen    |
| 1960 | Filmfestival van Berlijn | Gouden Beer                       | Stanley Kramer                   | Genomineerd |
| 1960 | Golden Globes            | Beste film                        | Stanley Kramer                   | Genomineerd |
| 1960 | Golden Globes            | Beste acteur                      | Spencer Tracy                    | Genomineerd |